# 체리 존스
체리 존스(Cherry Jones, 1956년 11월 21일 ~ )는 미국의 배우이다. 2023년 현재까지 에미상을 세 차례, 토니상을 두 차례 수상했다.

## 출연 작품

### 영화
- 사랑의 록밴드 (1987)
- 빅 타운 (1987)
- 결혼 만들기 (1992)
- 줄리안 포 (1997)
- 호스 위스퍼러 (1998)
- 크레이들 윌 락 (1999)
- 에린 브로코비치 (2000)
- 퍼펙트 스톰 (2000)
- 행복한 비밀 (2002)
- 싸인 (2002)
- 빌리지 (2004)
- 오션스 트웰브 (2004)
- 24: 리뎀션 (2008)
- 아멜리에: 하늘을 사랑한 여인 (2009)
- 마더 앤 차일드 (2009)
- 비버 (2011)
- 뉴욕의 연인들 (2011)
- 나이트 오브 컵스 (2015)
- 빛을 보았다 (2015)
- 위스키 탱고 폭스트롯 (2016)
- 더 파티 (2017) - 마사 역
- 보이 이레이즈드 (2018) - 멀둔 박사 역
- 와인 컨트리 (2019)
- 레이니 데이 인 뉴욕 (2019) - 웰스 부인 역
- 머더리스 브루클린 (2019)
- 타미 페이의 눈 (2021)

### 텔레비전
- 프레이저 (2001)
- 웨스트 윙 (2004)
- 24 (2009-10)
- 어웨이크 (2012)
- 블랙 미러 (2016)
- 아메리칸 크라임 (2017)
- 포틀랜디아 (2018)
- 핸드메이즈 테일 (2018-19)
- 석세션 (2019-23)
- 제이컵을 위하여 (2020)
- 2050: 벼랑 끝 인류 (2023)